# Landais-Pony
Das Landais-Pony ist eine französische Pferderasse. Die Ponys sind nach ihrem Ursprungsort, dem französischen Département Landes, benannt. Dort lebten sie halbwild in den Wäldern der Region Les Landes an der Biscaya.
Hintergrundinformationen zur Pferdebewertung und -zucht finden sich unter: Exterieur, Interieur und Pferdezucht.

## Exterieur
Das Landais-Pony hat durch den Einfluss des Arabers einen kleinen, trockenen, leicht konkaven Kopf mit einer breiten Stirn, lebhaften, großen Augen und kleinen spitzen Ohren. Der lange Hals wird von einer dicken, üppigen Mähne bedeckt. Die Schultern sind schräg, der Widerrist ausgeprägt, der Rücken ist gerade und kurz, die Kruppe leicht abfallend. Der hohe Schweifansatz trägt einen buschigen Schweif. Das Landais-Pony ist meist ein Rappe, Fuchs oder Brauner, Schimmel sind selten. Das Stockmaß der Hengste beträgt 120 bis 135 cm, das Stockmaß der Stuten der Sektion A beträgt 118 bis 135 cm, in der Sektion B sind es 120 bis 147 cm.

## Interieur
Das Landais-Pony ist robust, anspruchslos, ausdauernd und hat ein lebhaftes Temperament. Es wird im Dressur-, Spring- und Fahrsport eingesetzt. Es ist ein guter Traber und wird daher auch für Trabrennen eingesetzt.

## Zuchtgeschichte
Im Laufe der Jahrhunderte wurden immer wieder Araber eingekreuzt, so dass ein Pony mit einem edlen arabischen Kopf entstand. Vor dem Ersten Weltkrieg gab es etwa 2000 Landais-Ponys, nach dem Zweiten Weltkrieg waren noch etwa 150 Pferde übrig. Die Rasse drohte auszusterben, und es bestand die Gefahr der Inzucht. Mit Welsh- und Araberhengsten frischte man die Zucht auf.
Seit 1968 gibt es ein Zuchtbuch, in dem die Rasse in zwei Sektionen unterteilt ist. In Sektion A sind Landais-Stuten mit mindestens 75 % reinem Landais-Blut eingetragen. In Sektion B sind Ponys mit mindestens 50 % reinem Landais-Blut vertreten. Seit 1981 ist das Stutbuch für die Sektion A geschlossen, d. h. es dürfen nur noch eingetragene Tiere zur Zucht genommen werden.